# Racing Point RP19
Der Racing Point RP19 ist der Formel-1-Rennwagen von Racing Point für die Formel-1-Weltmeisterschaft 2019. Er ist der erste Formel-1-Wagen des Teams. In der Vorsaison trat Racing Point bei neun Rennen mit dem Force India VJM11 an, dem Fahrzeug des Teams Force India, dessen Startplatz das Team im Saisonverlauf übernommen hatte. Die Lackierung des Wagens wurde am 13. Februar 2019 in Toronto präsentiert, das Fahrzeug selbst wurde am 18. Februar 2019 auf dem Circuit de Barcelona-Catalunya der Öffentlichkeit vorgestellt.

## Technik und Entwicklung
Wie alle Formel-1-Fahrzeuge des Jahres 2019 ist der Racing Point RP19 ein hinterradangetriebener Monoposto mit einem Monocoque aus kohlenstofffaserverstärktem Kunststoff (CFK). Außer dem Monocoque bestehen auch viele weitere Teile des Fahrzeugs, darunter die Karosserieteile und das Lenkrad aus CFK. Auch die Bremsscheiben sind aus einem mit Kohlenstofffasern verstärkten Verbundwerkstoff.
Da das technische Reglement zur Saison 2019 weitgehend stabil blieb, handelt es sich beim RP19 größtenteils um eine Weiterentwicklung des Force India VJM11.
Angetrieben wird der RP19 von einem in der Fahrzeugmitte montierten 1,6-Liter-V6-Motor von Mercedes mit einem Turbolader sowie einem 120 kW starken Elektromotor, es ist also ein Hybridelektrokraftfahrzeug. Das sequentielle Getriebe des Wagens hat acht Gänge. Der Gangwechsel wird über Schaltwippen am Lenkrad ausgelöst. Das Fahrzeug hat nur zwei Pedale, ein Gaspedal (rechts) und ein Bremspedal (links). Genau wie viele andere Funktionen wird die Kupplung, die nur beim Anfahren aus dem Stand verwendet wird, über einen Hebel am Lenkrad bedient.
Die Gesamtbreite des Fahrzeugs beträgt 2000 mm, die Breite zwischen Vorder- und Hinterachse 1600 mm, die Höhe 950 mm. Der Frontflügel hat eine Breite von 2000 mm, der Heckflügel von 1050 mm sowie eine Höhe von 820 mm. Der Diffusor hat eine Gesamthöhe von 175 mm sowie eine Breite von 1050 mm. Der Wagen ist mit 305 mm breiten Vorderreifen und mit 405 mm breiten Hinterreifen des Einheitslieferanten Pirelli ausgestattet, die auf 13-Zoll-Rädern montiert sind.
Der RP19 hat, wie alle Formel-1-Fahrzeuge seit 2011, ein Drag Reduction System (DRS), das durch Flachstellen eines Teils des Heckflügels den Luftwiderstand des Fahrzeugs auf den Geraden verringert, wenn es eingesetzt werden darf. Auch das DRS wird mit einem Schalter am Lenkrad des Wagens aktiviert.
Der RP19 ist mit dem Halo-System ausgestattet, das einen zusätzlichen Schutz für den Kopf des Fahrers bietet.

## Lackierung und Sponsoring
Der RP19 ist überwiegend in Rosa lackiert, zusätzlich gibt es Farbakzente in Magenta und Dunkelblau.
Es werben Acronis, BWT AG, die Grupo Carso (mit Claro, einem Markennamen in mehreren Staaten Lateinamerikas für Mobilfunknetze von América Móvil, dem zu Telmex gehörenden Internetprovider Infinitum und Telcel), Hackett London, JCB, NEC Corporation, Pirelli und Sportwettenanbieter SportPesa auf dem Fahrzeug. BWT übernimmt zudem das Name-Sponsoring für den Mercedes-Motor, der in den Meldelisten als BWT Mercedes angegeben wird.

## Fahrer
Racing Point tritt in der Saison 2019 mit den Fahrern Sergio Pérez und Lance Stroll an. Pérez fuhr für Force India, dessen Material und Personal zur Saisonmitte 2018 von Racing Point übernommen wurden, Stroll wechselt von Williams zu Racing Point und ersetzt Esteban Ocon.

## Ergebnisse
| Fahrer                          | Nr.                             | 1  | 2  | 3  | 4 | 5   | 6  | 7  | 8  | 9  | 10 | 11  | 12 | 13 | 14 | 15  | 16 | 17 | 18 | 19 | 20  | 21  | Punkte | Rang |
| ------------------------------- | ------------------------------- | -- | -- | -- | - | --- | -- | -- | -- | -- | -- | --- | -- | -- | -- | --- | -- | -- | -- | -- | --- | --- | ------ | ---- |
| Formel-1-Weltmeisterschaft 2019 | Formel-1-Weltmeisterschaft 2019 |    |    |    |   |     |    |    |    |    |    |     |    |    |    |     |    |    |    |    |     |     | 73     | 7.   |
| S. Pérez                        | 11                              | 13 | 10 | 8  | 6 | 15  | 12 | 12 | 12 | 11 | 17 | DNF | 11 | 6  | 7  | DNF | 7  | 8  | 7  | 10 | 9   | 7   | 73     | 7.   |
| L. Stroll                       | 18                              | 9  | 14 | 12 | 9 | DNF | 16 | 9  | 13 | 14 | 13 | 4   | 17 | 10 | 11 | 13  | 11 | 9  | 12 | 13 | 19* | DNF | 73     | 7.   |

| Legende  | Legende            | Legende                                                          |
| Farbe    | Abkürzung          | Bedeutung                                                        |
| -------- | ------------------ | ---------------------------------------------------------------- |
| Gold     | –                  | Sieg                                                             |
| Silber   | –                  | 2. Platz                                                         |
| Bronze   | –                  | 3. Platz                                                         |
| Grün     | –                  | Platzierung in den Punkten                                       |
| Blau     | –                  | Klassifiziert außerhalb der Punkteränge                          |
| Violett  | DNF                | Rennen nicht beendet (did not finish)                            |
| Violett  | NC                 | nicht klassifiziert (not classified)                             |
| Rot      | DNQ                | nicht qualifiziert (did not qualify)                             |
| Rot      | DNPQ               | in Vorqualifikation gescheitert (did not pre-qualify)            |
| Schwarz  | DSQ                | disqualifiziert (disqualified)                                   |
| Weiß     | DNS                | nicht am Start (did not start)                                   |
| Weiß     | WD                 | zurückgezogen (withdrawn)                                        |
| Hellblau | PO                 | nur am Training teilgenommen (practiced only)                    |
| Hellblau | TD                 | Freitags-Testfahrer (test driver)                                |
| ohne     | DNP                | nicht am Training teilgenommen (did not practice)                |
| ohne     | INJ                | verletzt oder krank (injured)                                    |
| ohne     | EX                 | ausgeschlossen (excluded)                                        |
| ohne     | DNA                | nicht erschienen (did not arrive)                                |
| ohne     | C                  | Rennen abgesagt (cancelled)                                      |
| ohne     | keine WM-Teilnahme |                                                                  |
| sonstige | P/fett             | Pole-Position                                                    |
| sonstige | 1/2/3/4/5/6/7/8    | Punktplatzierung im Sprint-/Qualifikationsrennen                 |
| sonstige | SR/kursiv          | Schnellste Rennrunde                                             |
| sonstige | *                  | nicht im Ziel, aufgrund der zurückgelegten Distanz aber gewertet |
| sonstige | ()                 | Streichresultate                                                 |
| sonstige | unterstrichen      | Führender in der Gesamtwertung                                   |